# Auguste Mambour
Auguste Mambour (Luik, 13 mei 1896 – Luik, 30 oktober 1968) was een Belgisch kunstschilder.

## Biografie
Mambour volgde lessen aan de Koninklijke Academie voor Schone Kunsten van Luik, samen met Adrien de Witte en Evariste Carpentier.
Hij trouwde op 5 juli 1917 met Joséphine Renard en krijgt met haar X kinderen. Claude (1924), Christiane (1928)
In 1923 werd hij lid van de Kunstkring van Luik en won de tweede prijs in de prestigieuze Prix de Rome. Met dit geld onderneemt hij een reis naar Congo alwaar hij verblijft van april tot november.
Tussen 1926 en 1929 verdiept hij zich in het surrealisme, maar het publiek smaakt dit niet.
Vanaf 1929 was hij actief voor de PR-dienst van FN Herstal. In 1931 kon hij dan aan de slag als leerkracht aan de Academie van Luik.
In 1942 neemt hij deel aan De Waalse tentoonstelling in Dusseldorf waardoor hij na de oorlog in 1944 wordt gevangengezet in de Citadel van Luik. Op 8 november 1944 werd hij veroordeeld tot 5 jaar cel, ontzetting van burger en politieke rechten, een boete van 600.000 Belgische frank en het verlies van eigendommen. In beroep op 13 januari 1945 werd de straf van 5 jaar bekrachtigd en werd hij uit zijn ambt als leerkracht aan academie gezet.  Op 2 oktober 1947 mag hij de gevangenis van Merksplas verlaten
In 1950 werd nog de boete van 600.000 BEF naar 60.000 BEF terug gebracht en in 1953 krijgt hij zijn burgerrechten terug en gaat met pensioen.

## Zijn werk
- "Couple assis (Alphèdre)", (1922)
- "Femme en buste", (1924)
- "La ronde", (1926)
- "Portrait de femme Mambole", (1929)
- "Négresse Bambole", (1932)
- "Nu de fer", (1933)
- "Les masques", (1933)
- "Buste de Jeune Fille", (1947)
- "Jeune fille accroupie"

## Leerlingen
- Georges Collignon, (1923-2002)
- Carmen Defize, (1917-2005)
- Jo Delahaut, (1911-1992)
- Henri Brasseur, (1918-1981)